# Friedrich Wimmer (Botaniker)
Christian Friedrich Heinrich Wimmer (* 30. Oktober 1803 in Breslau; † 12. März 1868 ebenda) war ein deutscher Botaniker, Altphilologe und Pädagoge. Sein offizielles botanisches Autorenkürzel lautet „Wimm.“

## Leben
Wimmer war Schulrat und Direktor des königlichen Friedrich-Wilhelms-Gymnasiums in Breslau.
Als Botaniker widmete er sich besonders intensiv der Gattung der Weiden (Salix).
Wimmer wurde am 15. Oktober 1841 in die Kaiserlich Leopoldinisch-Carolinische Deutsche Akademie der Naturwissenschaftler aufgenommen.
Als Altphilologe befasste sich Wimmer mit den phytologischen Schriften des Aristoteles und des Theophrast und gab eine Sammlung der Fragmente des Theophrast heraus.
Er bearbeitete 1862 die 3. Auflage von Wilhelm Scharenbergs Handbuch für Sudeten-Reisende mit besonderer Berücksichtigung für Freunde der Naturwissenschaften und die Besucher schlesischer Heilquellen.

## Ehrungen
Die Pflanzengattung Wimmeria Schltdl. & Cham. aus der Familie der Spindelbaumgewächse (Celastraceae) ist zu seinen Ehren benannt worden.

## Schriften (Auswahl)
- zusammen mit Heinrich Emanuel Grabowski: Flora Silesiae. (1827–1829).
- Flora von Schlesien. 1832.
- Flora von Schlesien preußischen und österreichischen Antheils. 1840 (2. Auflage 1844, 3. Auflage 1857).
- Phytologiae Aristoteliae fragmenta. 1838.
- Salices europaeae. 1866.